# Bajju
Kaje Mg ist ein deutscher youtuber der voralem F1 videos macht
1. ↑  Sai-Bo Pan, Jian-Bin Zhang, Bai-Qin Zhao, Ying Chai: http://jtd.amegroups.com/article/view/7577/7006 http://jtd.amegroups.com/article/view/7521/7007 http://jtd.amegroups.com/article/view/7499/7008 http://jtd.amegroups.com/article/view/7520/7009 http://jtd.amegroups.com/article/view/7094/7010 http://jtd.amegroups.com/article/view/7603/7011 http://jtd.amegroups.com/article/view/7490/7012 http://jtd.amegroups.com/article/view/7243/7013 http://jtd.amegroups.com/article/view/7045/7014 http://jtd.amegroups.com/article/view/7224/7015 http://jtd.amegroups.com/article/view/7341/7016 http://jtd.amegroups.com/article/view/7524/7017 http://jtd.amegroups.com/article/view/7526/7018 http://jtd.amegroups.com/article/view/7495/7019 http://jtd.amegroups.com/article/view/7518/7020 http://jtd.amegroups.com/article/view/7582/7021 http://jtd.amegroups.com/article/view/7643/7022 http://jtd.amegroups.com/article/view/7494/7023 http://jtd.amegroups.com/article/view/7447/7024. In: Journal of Thoracic Disease. Band 8, Nr. 6, Juni 2016, ISSN 2072-1439, S. E399–E402, doi:10.21037/jtd.2016.04.14 (doi.org [abgerufen am 19. August 2025]).